# Jacques Nathan-Garamond
 (mars 2015).
Le contenu est difficilement compréhensible vu les erreurs de traduction, qui sont peut-être dues à l'utilisation d'un logiciel de traduction automatique.
 (mars 2015).
Si vous disposez d'ouvrages ou d'articles de référence ou si vous connaissez des sites web de qualité traitant du thème abordé ici, merci de compléter l'article en donnant les références utiles à sa vérifiabilité et en les liant à la section « Notes et références ».
Jacques Nathan-Garamond, né le 26 mars 1910 à Paris, mort le 25 février 2001 à Paris est un graphiste français.

## Biographie
Son nom de naissance était Jacques Nathan. Au cours de la Seconde Guerre Mondiale, il change son nom de famille en Garamond et utilise Nathan comme deuxième prénom.
Il a étudié à l'Ecole nationale supérieure des arts décoratifs et a été directeur de l'Architecture d'aujourd'hui avant de commencer sa carrière de designer.
Après la guerre, il devient graphiste. Il réalise l'affiche de l'exposition de l'UNESCO de 1949 : « les Droits de l'Homme ». Il a également conçu des marques, des emballages, des couvertures de livres, des illustrations, des affiches et des identités visuelles d'entreprise. Il a travaillé pour des entreprises telles que Mazda, Air France ou encore Telefunken.
Nathan Garamond est l'un des membres fondateurs de l'Alliance graphique internationale (AGI) en 1950. Sa femme Cathy en fut un membre actif. Il a ensuite été nommé président d'honneur à vie de l'AGI.
En 1957, il reçoit une médaille d'or à la Triennale de Milan et participe en 1964 à la documenta III de Cassel.
Il a été professeur à l'Ecole Internationale et professeur à l'École supérieure d'arts graphiques Penninghen à Paris.